# 海軍南大東島飛行場
海軍 南大東島飛行場 (かいぐん・みなみだいとうじまひこうじょう) とは、1934年に日本軍が沖縄県の南大東島 (沖縄県島尻郡南大東村) に建設した飛行場。
旧日本海軍は1944年1月から整備拡張を進めたが、1945年にかけて米軍の激しい攻撃をうけ、滑走路は完成を見ることなく終戦を迎えた。戦後の1963年に滑走路が整備され翌年から運用されるが、1997年、現在の南大東空港が完成し移転、現在、旧南大東空港跡地にはラム酒工場が建っている。

## 歴史

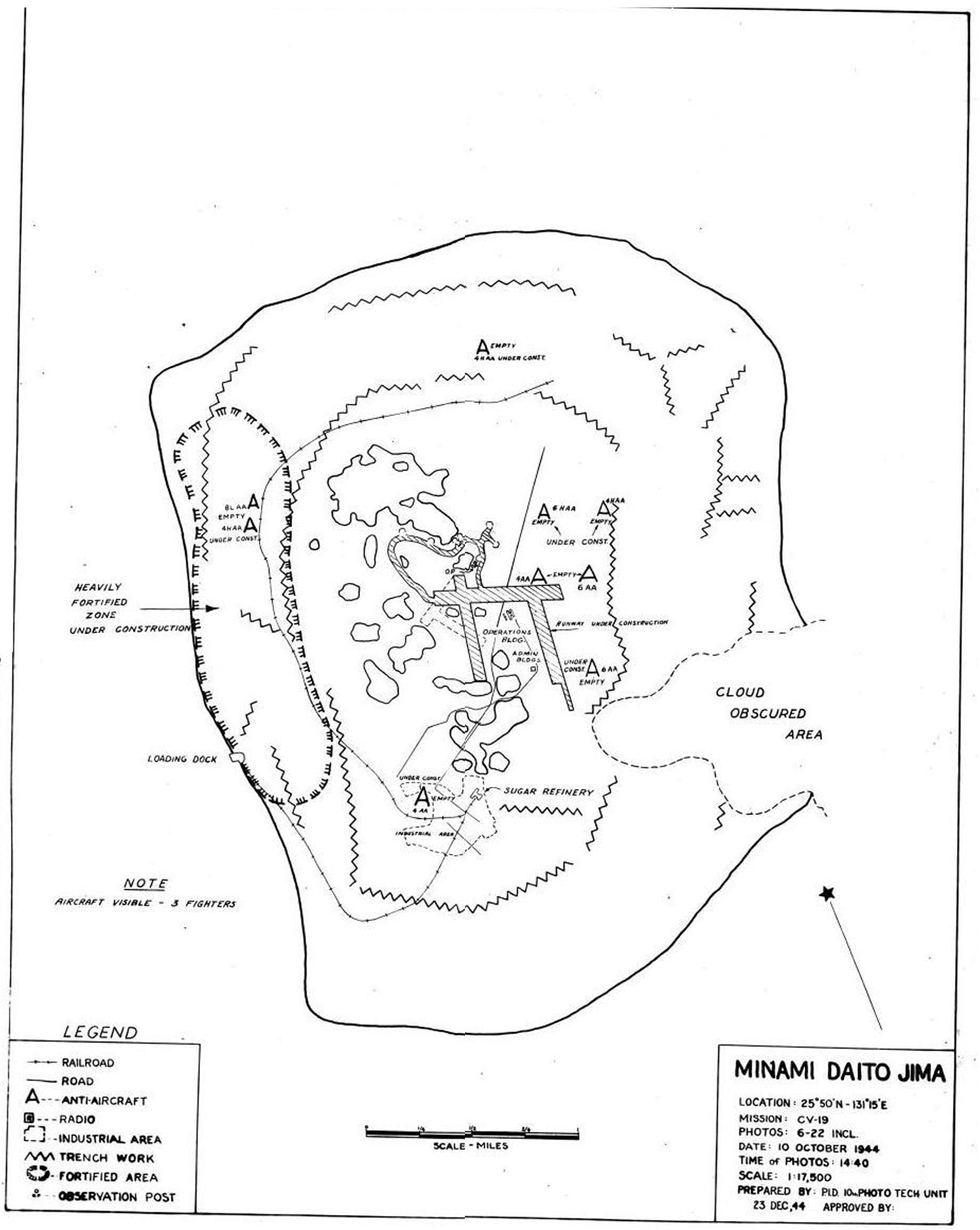
1944年十・十空襲で撮影した空中写真を解析した米軍の南大東島飛行場ターゲットマップ。

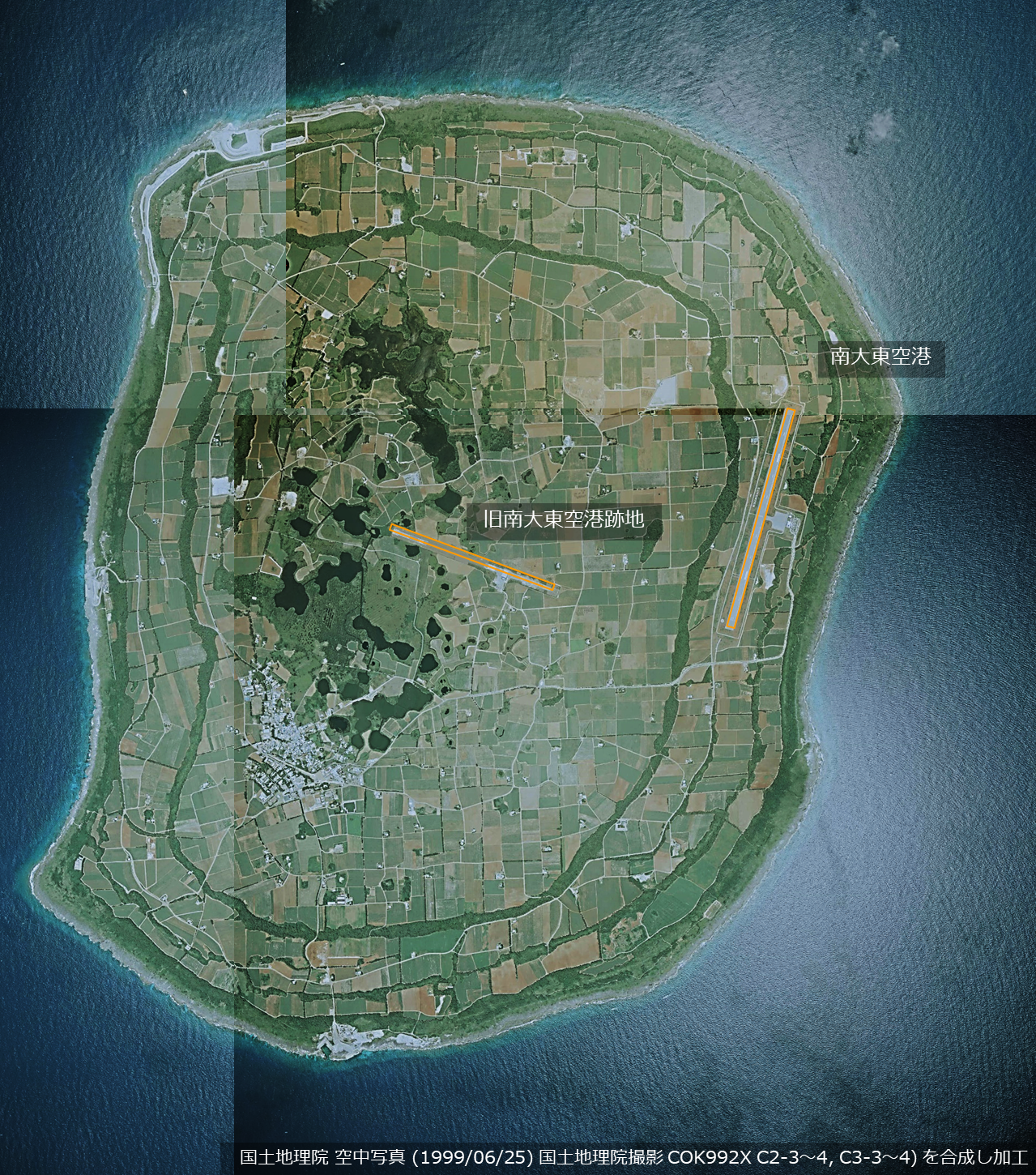
島の中央にある旧南大東空港 (跡地) と東海岸に開設された新南大東空港 (国土地理院1999年6月25日撮影)

### 海軍南大東島飛行場

#### 飛行場建設
1934年、日本海軍が大東島に飛行場を設置する。
太平洋戦争末期、1944年1月、佐世保鎮守府は航空基地整備要領を発令し、既存の沖縄方面の海軍飛行場、すなわち那覇の小禄飛行場、海軍宮古島飛行場 (平良飛行場)、石垣飛行場 (平得飛行場・平喜名飛行場)、南大東島飛行場などの既設の海軍飛行場の拡張整備に着手した。大東島飛行場においては、少なくとも小型機1隊が使用可能なように滑走路を拡張するというものであった。
特に7月7日のサイパン陥落以降、南西諸島の要塞化を進め、19日には鯖江連隊の第一大隊(原少佐)が駐屯、また海軍部隊、設営隊が続き、それに並行して島民の強制疎開が進められ、最終的に島民1400名の島に兵士約4000名がひしめく状態となった。朝鮮人軍夫も多く連れてこられ警備隊が指揮して働かされた。また慰安所が設置され、朝鮮や沖縄本島から女性が6人ほど連れてこられた。慰安所は住民の住居地の中にあり、島の女性たちも軍の徴用で駆り出されることも多く、多くの島民が慰安婦たちと接触する機会があった。
11月の第三航空艦隊司令部「南西諸島航空基地一覧図」によると、海軍南大東島飛行場は4本の滑走路からなり、イ 910x95、ロ 880x70、ハ 480x70、ニ 500x70、また1500x150の滑走路も建設予定として書きこまれている。しかし同年10月10日 (十・十空襲) の空中写真の解析や、12月31日撮影の空中写真の解析では、三本の滑走路が確認できるのみである。また住民の証言でも、南北に二本と奥に一本の三本に拡張されたとある。
米軍は1944年から偵察機を頻繁に飛ばし、沖縄島上陸以前から南大東島飛行場を中心に島への空爆を繰り返した。特に1920年3月1日からは連日のように米軍機による空襲が行われ、2日の艦砲射撃は滑走路を標的にして粉々に破壊した。

## 旧南大東空港
1963年、米国民政府による滑走路などの整備が始まる。1964年7月30日には長年の大東島での土地闘争を経て、第3代高等弁務官キャラウェイが大東島の土地の払い下げを実現させ、南大東島の住民がはじめて地権者になる権利を得た。その12月には滑走路が完成し、1200mの滑走路から那覇間のYS-11型機が就航するようになる。
1972年、沖縄の本土復帰に伴い、日本国の航空法が適用されることになると、滑走路を800mで短縮して運用されることとなった。このためYS-11型機にかわって、デ・ハビランド・カナダのDHC-6型機が那覇間で就航するようになるが、天候の影響を受けやすく、安定した就航は難しかった。
1997年、東海岸側に新しい南大東空港が建設され移転したため、旧南大東空港は廃止された。
2007年、ラム酒の会社が滑走路跡地に設立された。

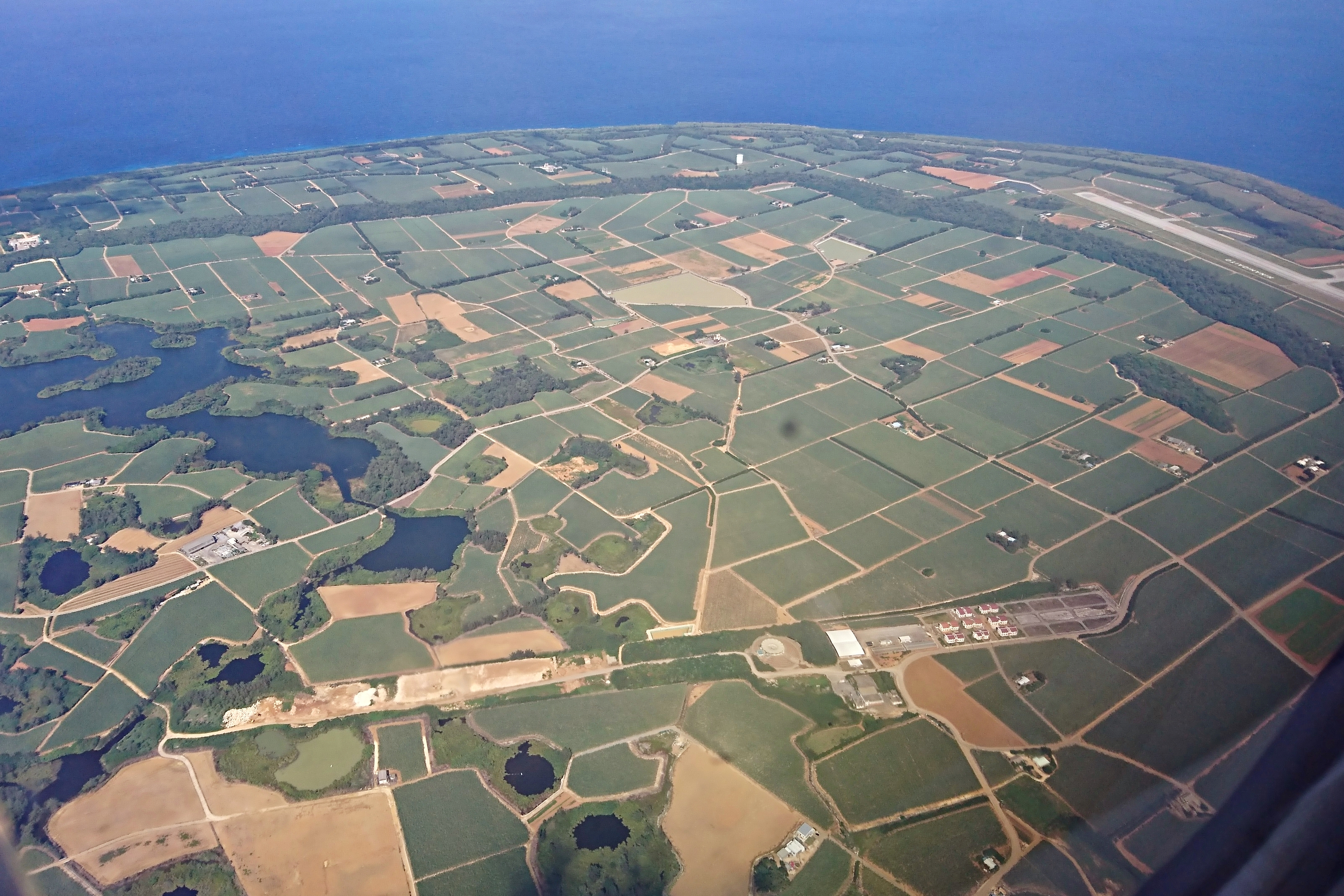
旧南大東空港跡地を空撮
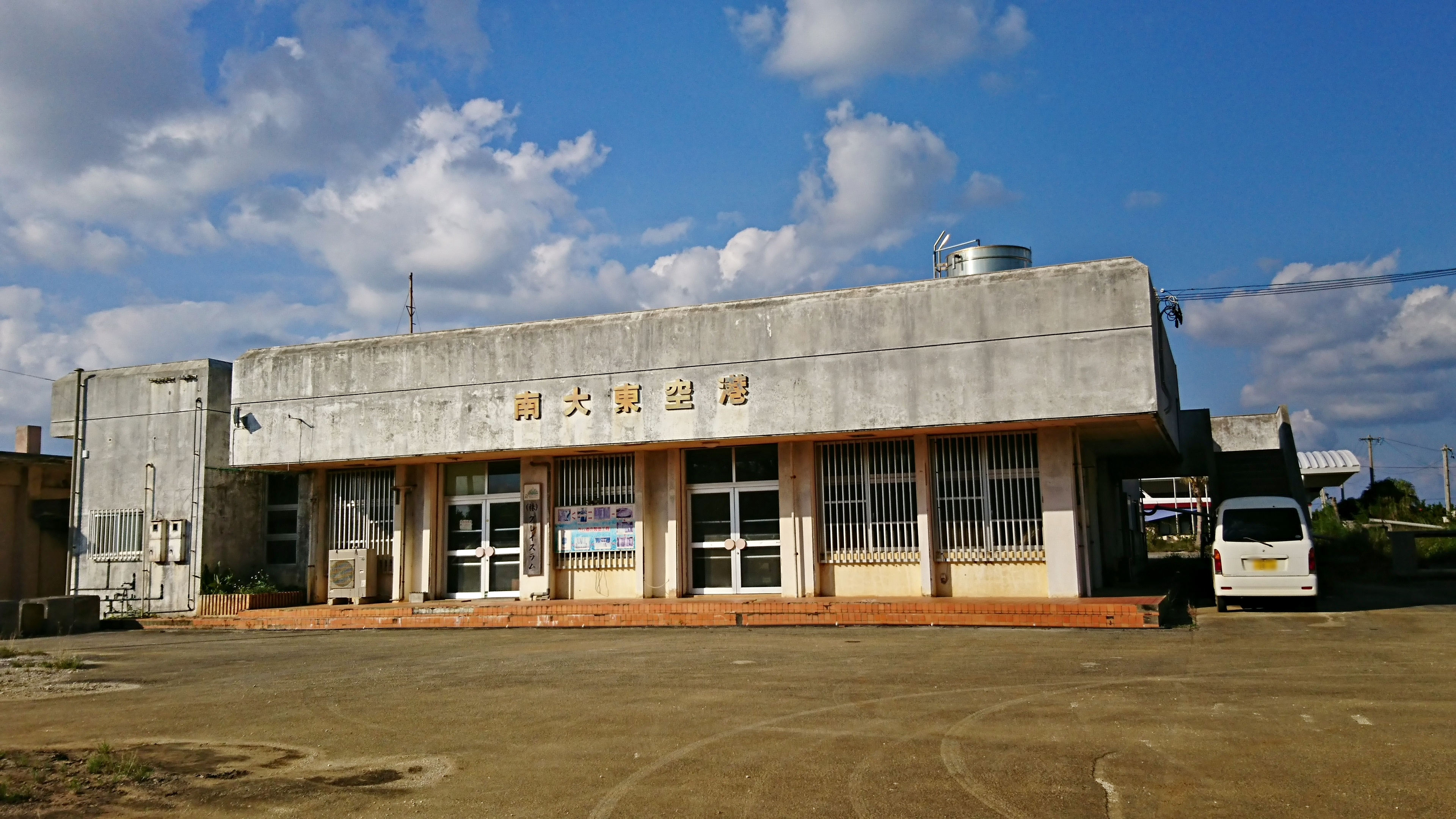
旧南大東空港ターミナルビル